# Lentinula lateritia
Lentinula lateritia är en svampart som först beskrevs av Miles Joseph Berkeley, och fick sitt nu gällande namn av David Norman Pegler 1983. Lentinula lateritia ingår i släktet Lentinula och familjen Marasmiaceae.   Inga underarter finns listade i Catalogue of Life.

## Bildgalleri

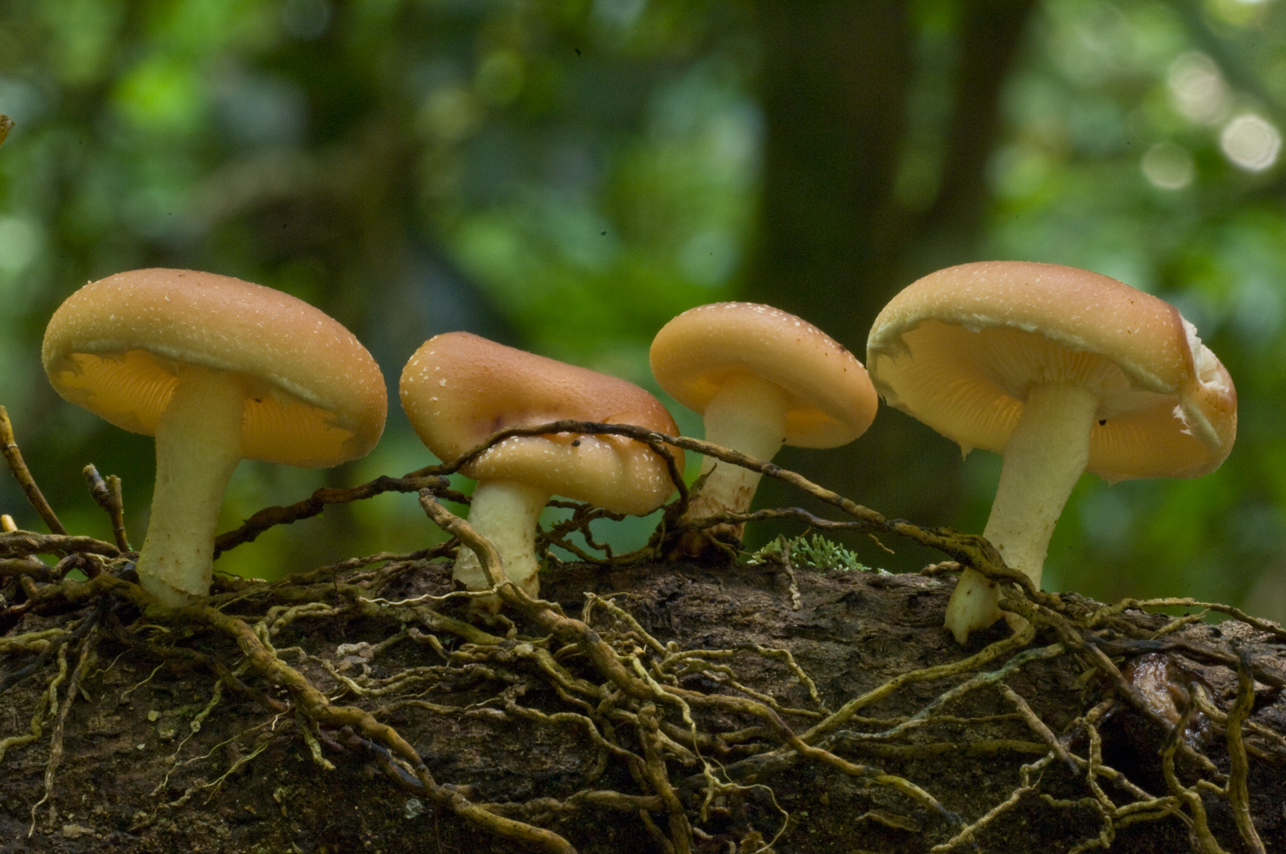